# Resunga
Resunga (Nepali रेसुङगा Resunga) ist eine Stadt (Munizipalität) in Zentral-Nepal im Distrikt Gulmi.
Die Stadt entstand 2014 durch Zusammenlegung der Village Development Committees Arkhale, Dubichaur, Simichaur und Tamghas.
Das Stadtgebiet umfasst 66,79 km².
Resunga liegt 75 km Luftlinie westlich von Pokhara.

## Einwohner
Bei der Volkszählung 2011 hatten die VDCs, aus welchen die Stadt Resunga entstand, 28.736 Einwohner (davon 12.812 männlich) in 7448 Haushalten.